# Золотий м'яч 1978
«Золотий м'яч 1978»

27 грудня 1978
Найкращий футболіст Європи: 
 Кевін Кіган
 (вперше)

← 1977 * Золотий м'яч * 1979 →
Золотий м'яч 1978 року — 23-тє щорічне вручення нагороди найкращому футболісту Європи, за підсумками опитування від журналу «Франс Футбол».

## Процедура голосування
Участь у голосуванні за визначення найкращого футболіста в Європі взяли представники 26 футбольних асоціацій УЄФА, зокрема: Австрії, Англії, Бельгії, Болгарії, Греції, Данії, Ірландії, Іспанії, Італії, Люксембурга, Нідерландів, НДР, Польщі, Португалії, Румунії, СРСР, Туреччини, Угорщини, Фінляндії, Франції, ФРН, Чехословаччини, Швейцарії, Швеції, Шотландії та Югославії. Вдруге після 1956 року в опитуванні взяли участь представники Шотландії в особі Алекса Гордона із «Дейлі Рекорд». Пропустили опитування респонденти з Норвегії.
Кожен із членів журі обирав п'ятьох футболістів, які, на його думку, є найкращими гравцями Європи. За перше місце нараховували 5 очок, за друге — чотири, за третє — три, за четверте — два, за п'яте — одне очко. Переможець максимально міг отримати 130 очок.
Результати голосування були опубліковані 27 грудня 1978 року в журналі France Football (№ 1707).

## Підсумки голосування
Володарем нагороди вперше став 27-річний англійський нападник клубу «Гамбург» Кевін Кіган. Успіх Кігана можна вважати вражаючим, оскільки він був єдиним серед семи найкращих, хто не брав участь в чемпіонаті світу з футболу 1978 року.
Кевін Кіган став третім англійським футболістом в історії, після Метьюза (1956) і Чарлтона (1966), який виграв «Золотий м'яч».
| Місце | Гравець               | Клуб                              | Країна         | Очки | %      | Місця | Місця | Місця | Місця | Місця | К-ть голосів |
| Місце | Гравець               | Клуб                              | Країна         | Очки | %      | 1-ше  | 2-ге  | 3-тє  | 4-те  | 5-те  | К-ть голосів |
| ----- | --------------------- | --------------------------------- | -------------- | ---- | ------ | ----- | ----- | ----- | ----- | ----- | ------------ |
| 1     | Кевін Кіган           | Гамбург                           | Англія         | 87   | 66.9 % | 9     | 6     | 4     | 3     |       | 22           |
| 2     | Ганс Кранкль          | Рапід (Відень) Барселона          | Австрія        | 81   | 62.3 % | 8     | 3     | 8     | 2     | 1     | 22           |
| 3     | Роб Ренсенбрінк       | Андерлехт                         | Нідерланди     | 50   | 38.5 % | 3     | 4     | 4     | 3     | 1     | 15           |
|       |                       |                                   |                |      |        |       |       |       |       |       |              |
| 4     | Роберто Беттега       | Ювентус                           | Італія         | 28   | 21.5 % | 1     | 1     | 2     | 6     | 1     | 11           |
| 5     | Паоло Россі           | Віченца                           | Італія         | 23   | 17.7 % |       | 2     | 3     | 2     | 2     | 9            |
| 6     | Ронні Гельстрем       | Кайзерслаутерн                    | Швеція         | 20   | 15.4 % | 2     | 1     |       | 1     | 4     | 8            |
| 6     | Руд Крол              | Аякс                              | Нідерланди     | 20   | 15.4 % | 1     | 2     |       | 2     | 3     | 8            |
| 8     | Кенні Далгліш         | Ліверпуль                         | Шотландія      | 10   | 7.7 %  |       | 1     | 1     | 1     | 1     | 4            |
| 8     | Аллан Сімонсен        | Боруссія (Менхенгладбах)          | Данія          | 10   | 7.7 %  |       | 1     |       | 2     | 2     | 5            |
| 10    | Пітер Шилтон          | Ноттінгем Форест                  | Англія         | 9    | 6.9 %  |       | 1     | 1     | 1     |       | 3            |
|       |                       |                                   |                |      |        |       |       |       |       |       |              |
| 11    | Арі Ган               | Андерлехт                         | Нідерланди     | 7    | 5.4 %  |       | 1     | 1     |       |       | 2            |
| 12    | Рене ван де Керкгоф   | ПСВ                               | Нідерланди     | 6    | 4.6 %  |       | 1     |       | 1     |       | 2            |
| 13    | Антоніо Кабріні       | Ювентус                           | Італія         | 5    | 3.8 %  | 1     |       |       |       |       | 1            |
| 13    | Віллі ван де Керкгоф  | ПСВ                               | Нідерланди     | 5    | 3.8 %  | 1     |       |       |       |       | 1            |
| 15    | Йоган Кройф           | Барселона                         | Нідерланди     | 4    | 3.1 %  |       | 1     |       |       |       | 1            |
| 15    | Грем Сунес            | Мідлсбро Ліверпуль                | Шотландія      | 4    | 3.1 %  |       | 1     |       |       |       | 1            |
| 15    | Зденек Негода         | Дукла (Прага)                     | Чехословаччина | 4    | 3.1 %  |       |       | 1     |       | 1     | 2            |
| 18    | Мар'ян Масний         | Слован (Братислава)               | Чехословаччина | 3    | 2.3 %  |       |       | 1     |       |       | 1            |
| 19    | Арчі Геммілл          | Ноттінгем Форест                  | Шотландія      | 2    | 1.5 %  |       |       |       | 1     |       | 1            |
| 19    | Маріус Трезор         | Олімпік (Марсель)                 | Франція        | 2    | 1.5 %  |       |       |       | 1     |       | 1            |
| 21    | Жуан Алвеш            | Саламанка Бенфіка                 | Португалія     | 1    | 0.8 %  |       |       |       |       | 1     | 1            |
| 21    | Райнер Бонгоф         | Боруссія (Менхенгладбах) Валенсія | ФРН            | 1    | 0.8 %  |       |       |       |       | 1     | 1            |
| 21    | Збігнев Бонек         | Відзев (Лодзь)                    | Польща         | 1    | 0.8 %  |       |       |       |       | 1     | 1            |
| 21    | Франко Каузіо         | Ювентус                           | Італія         | 1    | 0.8 %  |       |       |       |       | 1     | 1            |
| 21    | Гансі Мюллер          | Штутгарт                          | ФРН            | 1    | 0.8 %  |       |       |       |       | 1     | 1            |
| 21    | Йоган Нескенс         | Барселона                         | Нідерланди     | 1    | 0.8 %  |       |       |       |       | 1     | 1            |
| 21    | Мішель Платіні        | Нансі                             | Франція        | 1    | 0.8 %  |       |       |       |       | 1     | 1            |
| 21    | Карл-Гайнц Румменігге | Баварія                           | ФРН            | 1    | 0.8 %  |       |       |       |       | 1     | 1            |
| 21    | Дідьє Сікс            | Ланс Олімпік (Марсель)            | Франція        | 1    | 0.8 %  |       |       |       |       | 1     | 1            |
| 21    | Франсуа ван дер Ельст | Андерлехт                         | Бельгія        | 1    | 0.8 %  |       |       |       |       | 1     | 1            |

## Цікаві факти
- Розподіл по амплуа серед 30 футболістів згаданих в анкетах наступний: 2 воротарі, 3 захисники, 13 півзахисників та 12 нападників.[2]
- Кевін Кіган вдруге поспіль потрапив у трійку найкращих на підсумками опитування.
- Представник Англії втретє виграв трофей «Золотий м'яч». За цим показником Англія наздогнала Іспанію, Нідерланди та ФРН — в усіх по 3 нагороди.
- «Гамбург» став 15-м клубом, представник якого виграв трофей «Золотий м'яч». Найбільше таких нагород було в «Манчестер Юнайтед», «Реал» (Мадрид), «Баварія» та «Барселони» — по 3 нагороди.
- 30 гравців згаданих в анкетах представляли 13 країн, з них найбільше було від Нідерландів — 7, від Італії — 4, ФРН, Франції та Шотландії — по 3, від Англії та Чехословаччини — по 2 гравці.
- Нідерландці повторили рекорд року для однієї країни — 7 футболістів. Раніше таку ж кількість гравців серед номінантів мала Німеччина, причому двічі у 1974 та 1975 роках.
- Представники ФРН 22 роки поспіль були серед номінантів на нагороду. Усього за 23 роки вручення нагороди футболісти ФРН, а також Італії, згадувалися в анкетах хоча б одного разу у 22-х опитуваннях, гравці Англії згадувалися в анкетах у 21-му опитуванні, Іспанії — у 20-ти, СРСР та Франції — у 19-ти, Угорщини та Швеції — у 17-ти опитуваннях.
- В третій раз за час проведення опитування в анкетах респондентів не знайшлося місця іспанським футболістам.
- Вдруге поспіль і в четвертий раз в історії в списках номінантів не виявилося жодного футболіста з СРСР.
- Німецькі футболісти найчастіше попадали в загальний залік опитувань — 79 разів, італійські — 69, англійські — 64, угорські — 45, іспанські — 41, радянські — 40, нідерландські — 35 разів.
- Вп'яте лауреатом трофею став представник німецької першості. Лідером за цим показником залишався іспанський чемпіонат — 6 трофеїв, у англійської першості було в активі 4 трофеї.
- Всього в анкетах були згадані гравці із 20 клубів, серед них найбільше було представників «Ювентуса», «Андерлехта» та «Барселони» — по 3, «Ліверпуля», «Ноттінгем Форест», «ПСВ» та марсельського «Олімпіка» — по 2, ще із 13 клубів — по 1 гравцю.
- Всього за 23 роки в анкетах були згадані 289 футболістів зі 133 клубів. Футболісти мадридського «Реала» були згадані в опитуваннях хоча б одного разу у 18-ти випадках, «Інтернаціонале» — у 15-ти, «Манчестер Юнайтед», «Ювентуса» та «Мілана» — у 14-ти, «Баварії» — у 13-ти, «Тоттенгем Готспур» та «Бенфіки» — у 12-ти, московського «Динамо», «Уйпешта», «Барселони» та празької «Дукли» — в 11-ти випадках.
- Вперше в опитуваннях були згадані гравці 3 клубів, зокрема: «Віченци», «Валенсії» та «Відзев» (Лодзь).
- Йоган Кройф наздогнав Франца Бекенбауера за кількістю попадань у заліки опитувань — в обох по 12 номінацій, у Еусебіу було 11 номінацій, у Льва Яшина, Джанні Рівери та Герда Мюллера — по 10, Боббі Чарлтона та Сандро Маццоли — по 9 номінацій.
- Вперше в анкетах респондентів були згадані майбутні володарі трофею Паоло Россі та Карл-Гайнц Румменігге.
- Роб Ренсенбрінк вдруге потрапив у трійку найкращих, у 1976 році у нього було друге місце.
- Лідером за кількістю потраплянь у п'ятірку найкращих залишався Франц Бекенбауер — 10 разів, у найближчого переслідувача Йогана Кройфа було 7 потраплянь.